# Fethullah Gülen
Fethullah Gülen (Erzurum, 1941. április 27. – 2024. október 20.) török szúfi imám, muszlim hitszónok és vallástudós, az ún. Gülen-mozgalom  szellemi vezetője.  
Mestere Said Nursî volt. Legfőbb tanítása a vallásközi párbeszéd, a dialógus. A mérsékelt teológia képviselője, az iszlám reformjára törekszik.

## Tevékenysége
Az 1970-es években indította el szegény családok gyermekeinek szóló tanfolyamait, amelyek az egyetemre való bekerültést segítették, de közben hittant is tanítottak. Akkoriban a vallásoktatás nem jelenhetett meg a világi állami oktatás keretei között. A képzéseket vállalkozók adományaiból tartották fent. Szervezeteit többször betiltották, Gülent államellenes szervezkedéssel gyanúsították.
Gülen mozgalma időközben jelentős befolyásra tett szert a török igazságszolgáltatásban és az államigazgatásban. Iskolahálózatot tartott fenn és számos civil szervezet, vállalat és médium felett bírt befolyással. 
1999-ben a politikai támadások elől és gyógykezelés céljából az Egyesült Államokba, a pennsylvaniai Saylorsburgba költözött, önkéntes száműzetésbe vonult.

### Viszonya Erdoğanhoz
Kezdetben Recep Tayyip Erdoğan iszlamista politikus mentora volt. Erdoğan 2002-es választási győzelme után sokáig támaszkodott Gülen hálózatára és együtt küzdöttek a török állam világi jellegét fenntartó kemalista hadsereg befolyása ellen. 2013 decemberében korrupció vádjával Erdoğan több minisztere és fia, Bilal ellen a gülenisták kezdeményezésére nyomozást indított a rendőrség, ezután Gülen Erdoğan első számú ellenségévé vált. A 2016-os törökországi katonai puccskísérlet után Erdoğan őt tette meg az összeesküvés fő felelősévé, és politikai tisztogatásba kezdett mindenütt gülenisták után kutatva.

## Magyarul megjelent művei
- Tanulmányok, nézőpontok és vélemények; ford. Lenti Atilla; Light, Somerset, 2006
- Allah küldötte Mohammed. A Próféta életének elemzése; ford. Kiss Zsuzsanna; Gül Baba Alapítvány, Bp., 2008